# Super 7 appelle le Sphinx
Pour plus de détails, voir Fiche technique et Distribution.
Super 7 appelle le Sphinx (Superseven chiama Cairo) est un film d'espionnage italo-français d'Umberto Lenzi sorti en 1965.

## Synopsis
Un groupe de scientifiques dissimulent une nouvelle substance de métal dans l'objectif d'une caméra, dans un magasin du Caire, afin de la protéger contre la trop grande curiosité d'agents ennemis. Mais le boutiquier maladroit du magasin la vend finalement à un touriste. De ce fait les Services Secrets britanniques chargent l'agent Stevens alias « Super 7 » de retrouver la caméra mais surtout l'échantillon contenant la substance.

## Fiche technique
- Titre original : Superseven chiama Cairo
- Titre français : Super 7 appelle le Sphinx
- Réalisation : Umberto Lenzi
- Scénario : Umberto Lenzi et Piero Pierotti
- Décors : Pier Vittorio Marchi
- Costumes : Walter Patriarca
- Photographie : Augusto Tiezzi
- Montage : Jolanda Benvenuti
- Musique : Angelo Francesco Lavagnino
- Production : Fortunato Misiano
- Pays de production :  Italie,  France
- Langue originale : italien
- Genre : Film d'espionnage
- Durée : 95 minutes
- Dates de sortie :
  - Italie : 30 décembre 1965
  - France : 12 juin 1966

## Distribution
- Roger Browne (VF : Bernard Tiphaine) : Martin Stevens alias « Super 7 »
- Fabienne Dali (VF : Perrette Pradier) : Denise
- Massimo Serato (VF : Bernard Dhéran) : Alex
- Andrew Ray (VF : Georges Aminel) : le Levantin
- Dina De Santis (VF : Nadine Alari) : Tania
- Anthony Gradwell (VF : William Sabatier) : Yussef
- Stella Monclar : Nietta
- Mino Doro (VF : Jean-Henri Chambois) : le « Professeur »
- Franco Castellani (VF : Raymond Loyer) : le commissaire Stugel
- Claudio Bava : Hans
- Francesco De Leone (VF : Jacques Berthier) : Pr Gabin (prononcé « Gabet » en VF)
- Rosalba Neri (VF : Nelly Benedetti) : Faddja
- Paolo Bonacelli (VF : Hubert Noël) : le commandant Hume (non crédité)
- Nando Angelini (VF : Bernard Musson) : le technicien en radioactivité (non crédité)